# FV101 Scorpion
El FV101 Scorpion és un vehicle blindat de combat lleuger britànic, membre de la família Combat Vehicle Reconnaissance (Tracked) o CVR(T). El seu nom complet és Combat Vehicle Reconnaissance (Tracked) Fire Support (Scorpion). Fabricat per Alvis Vickers, va entrar en servei en l'Exèrcit Britànic en 1973, servint fins a 1994. Es van produir més de 3.000. És també un dels tancs més ràpids del món, juntament amb la família BT de l'URSS (anterior a la Segona Guerra Mundial).

## Història
Dissenyat per a ser un vehicle de reconeixement ràpid i transportable per via aèria, el Scorpion posseeix un blindatge predominantment d'alumini i duu un canó L23A1 de 76 mm capaç de disparar munició d'alt explosiu, HESH, fum i metralla. Els models inicials estaven propulsats per un motor Jaguar de gasolina de 4,2 litres, que va ser triat per la seva alta relació potencia/pes. Alguns clients van preferir canviar-los per motors diésel, per a això es va escollir el motor Perkins, que ha demostrat posseir major vida de servei i menor risc d'incendi. Tots els models són capaços d'arribar a 80 km/h.
L'Scorpion i la semblança Scimitar van entrar en acció en la guerra de les Malvines, en 1982, quan van ser els únics vehicles blindats dels britànics. Per transmetre menys càrrega al terreny que un tanc, era dels pocs vehicles capaços d'operar en les condicions extremes de les Malvines, donant bon resultat. Alguns caps de carro han opinat que una quantitat major hauria suposat una gran ajuda per a la campanya britànica. La seva capacitat per a marxar camp a través la demostra el fet empíric que un cap de carro saltés des del mateix i s'embussés en el terreny tou (els vehicles de rodes no tenen tot just uso fora de carreteres permanents).
L'Scorpion ha estat donat de baixa, per la raó principal que el canó de 76mm no tenia extractor de gasos i podia asfixiar a la tripulació si el vehicle estava tancat per a protecció ABQ. Els xassís s'han reutilitzat amb torretes del blindat de reconeixement sobre rodes FV 721 Fox, donant lloc a un nou vehicle, el Sabre, molt similar en aspecte al Scimitar.

## Usuaris
- - Exèrcit de Bèlgica - (701 Scorpion i variants, tots donats de baixa)
- - Força de Defensa de Botsuana
- Exèrcit de Brunei
- - Armada de Xile (Infanteria de Marina xilena)
- - Exèrcit d'Hondures
- - Exèrcit d'Índia
- - Exèrcit d'Indonèsia - 100 Scorpion 90
- - Exèrcit d'Iran- 80 en servei
- - Exèrcit d'Irlanda
- - Exèrcit de Jordània
- - Exèrcit de Malàisia - 26 Scorpion 90
- - Exèrcit de Nova Zelanda
- - Exèrcit d'Oman
- - Exèrcit de les Filipines - 41 Scorpions
- - Armada Espanyola, Infanteria de Marina. 17, dels quals un passarà a un museu i la resta es vendran per un preu simbòlic a Xile (vegeu).
- - Exèrcit de Tailàndia- 154+
- - Exèrcit Nacional de Veneçuela - (90 Scorpion 78 FV101-C.90 + 6 FV104 +2 FV105 + 4 FV106)
- -  Exèrcit Britànic
  -  Regiment de la RAF

## Variants

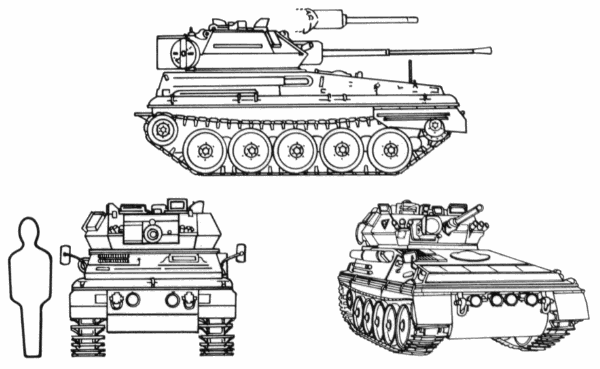
El Scorpion/Scimitar en un manual d'identificació de l'Exèrcit dels Estats Units

Scorpion 90 - Versió d'exportació armada amb canó Cockerill M.k3 M-A1 de 90mm, amb un fre de boca cridaner. Es va comprar per les forces armades d'Indonèsia, Malàisia i Veneçuela. Altres vehicles semblants que usen el mateix buc, o una semblança: 
- FV102 Striker, vehicle llançador de míssils antitancs.
- FV103 Spartan, transport blindat de personal
- FV104 Samaritan, ambulància blindada
- FV105 Sultan, vehicle de lloc de comandament
- FV106 Samson, vehicle blindat de recuperació
- FV107 Scimitar, vehicle blindat de reconeixement
- Sabre, compost per un buc de Scorpion amb torreta del Fox Armoured Reconnaissance Vehicle

El conjunt d'aquests vehicles es coneix com la família CVR(T) - Combat Vehicle Reconnaissance (Tracked).

## Producció
- Aproximadament 4.000 vehicles de la família CVR(T) s'havien fabricat en el Regne unit i Bèlgica per a la fi de la producció, a mitjan dècada de 1990.